# Damon Winter
Damon Winter (* 24. prosince 1974 Elmira, New York, USA) je americký fotograf, který se specializuje na dokumentární, novinářskou a cestovní fotografii. V roce 2009, kdy pracoval pro The New York Times, obdržel Pulitzerovu cenu za fotografii.

## Životopis
Narodil se v Elmiře v New Yorku a vyrostl v St. Thomas na Amerických Panenských ostrovech. Získal bakalářský titul v oboru environmentální vědy na Kolumbijské univerzitě a pracoval pro The Dallas Morning News, Newsweek, Magnum Photos, The Ventura County Star a The Indianapolis Star. Winter nastoupil do The New York Times v roce 2007 po třech letech jako zaměstnaný fotograf v Los Angeles Times. Žije (2020) v Brooklynu.

## Ocenění
Winterova fotografická esej o obětech sexuálního zneužívání na západní Aljašce byla ve finále Pulitzerovy ceny za fotografii z roku 2005. V roce 2009 získal Pulitzerovu cenu za reportážní fotografii z prezidentské kampaně Baracka Obamy z roku 2008.